# 沃斯克雷森卡 (新特羅伊茨凱市鎮)
46°19′26″N 34°9′23″E / 46.32389°N 34.15639°E
沃斯克雷森卡（烏克蘭語：Воскресенка）是位於烏克蘭南部的村莊，由赫爾松州海尼切斯克區的新特罗伊茨凯市镇負責管轄。該村始建於1820年，面積61.3平方公里，海拔高度7米，2001年人口1,102，人口密度每平方公里18人。